# Dendrobium moniliforme
Dendrobium moniliforme är en orkidéart som först beskrevs av Carl von Linné, och fick sitt nu gällande namn av Olof Swartz. Dendrobium moniliforme ingår i släktet Dendrobium, och familjen orkidéer. IUCN kategoriserar arten globalt som starkt hotad. Inga underarter finns listade i Catalogue of Life.

## Bildgalleri

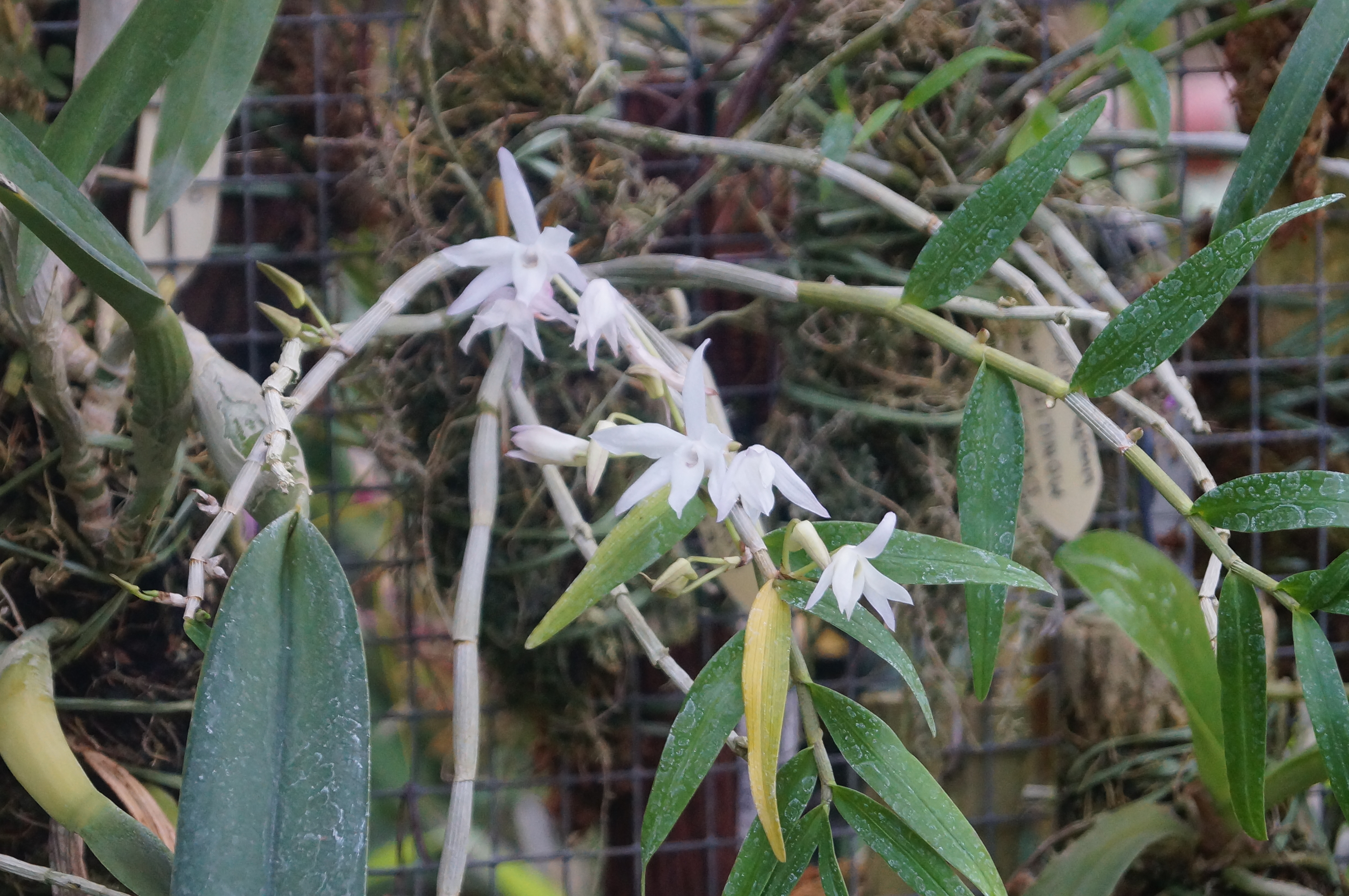
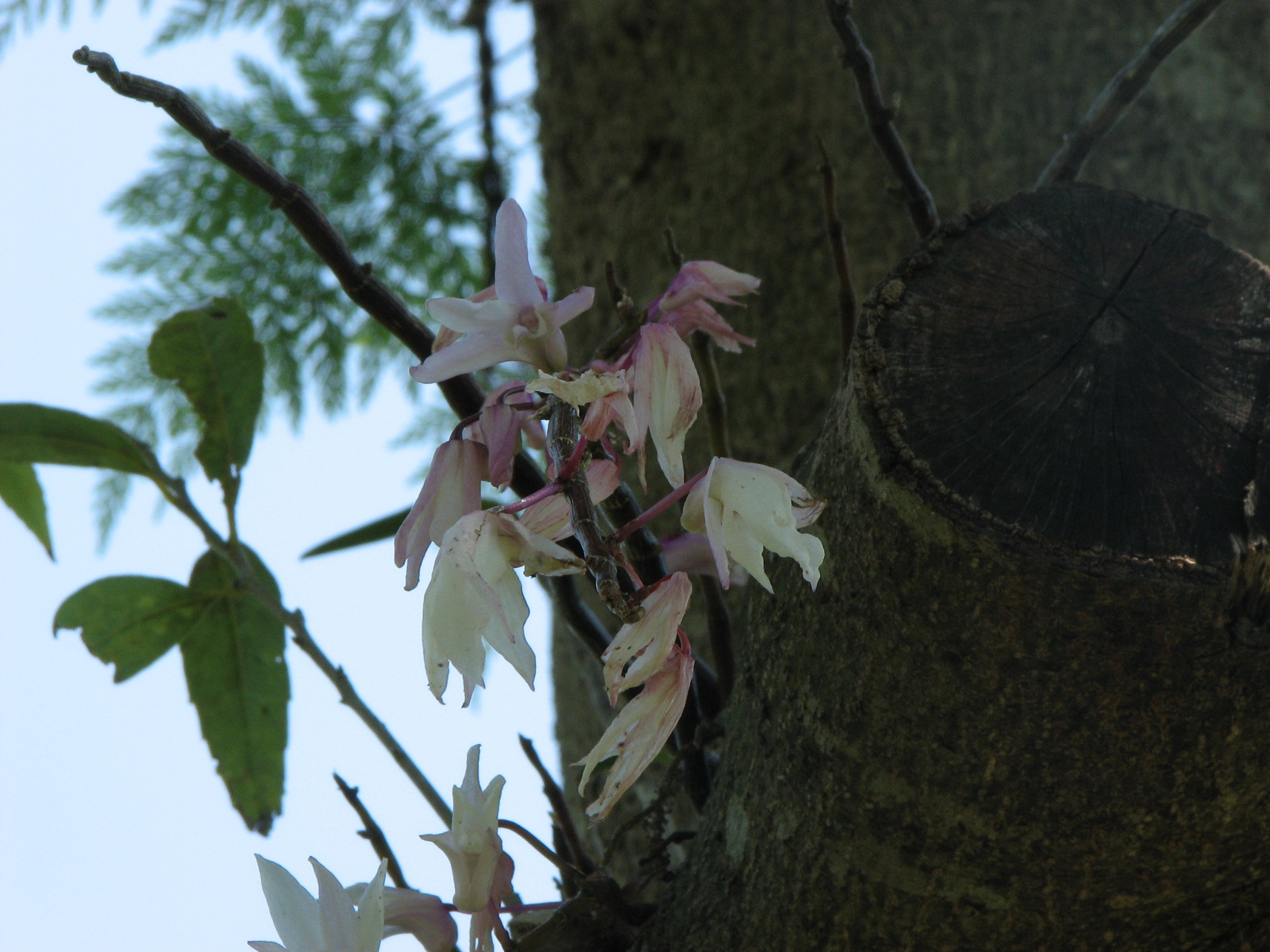
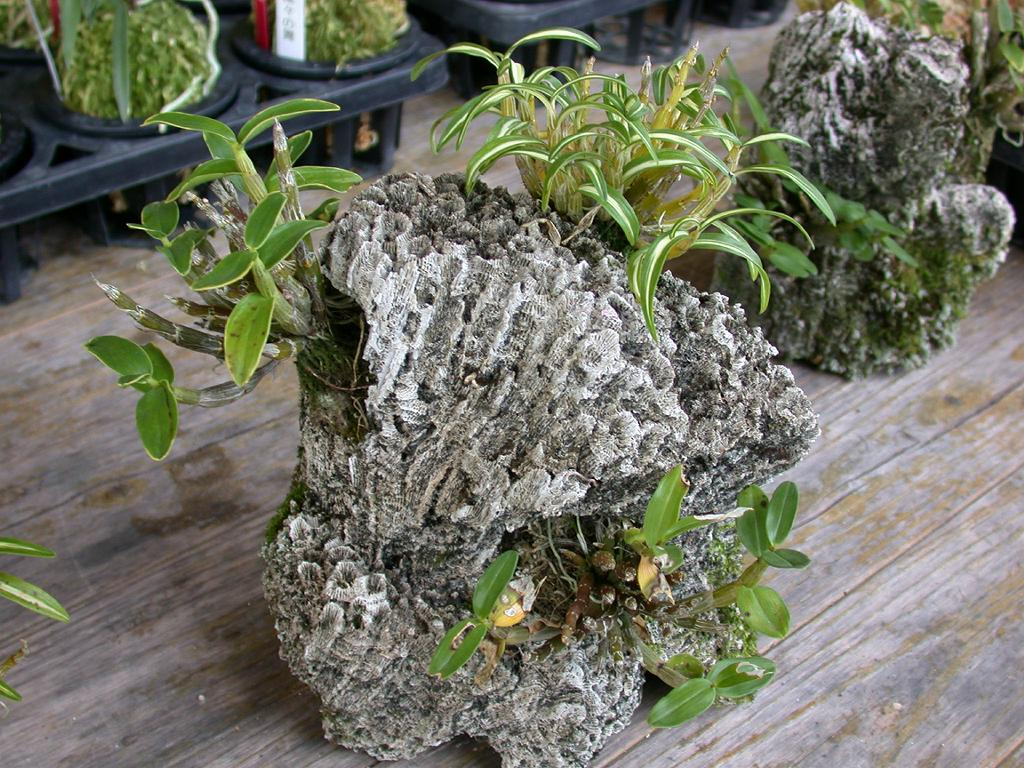
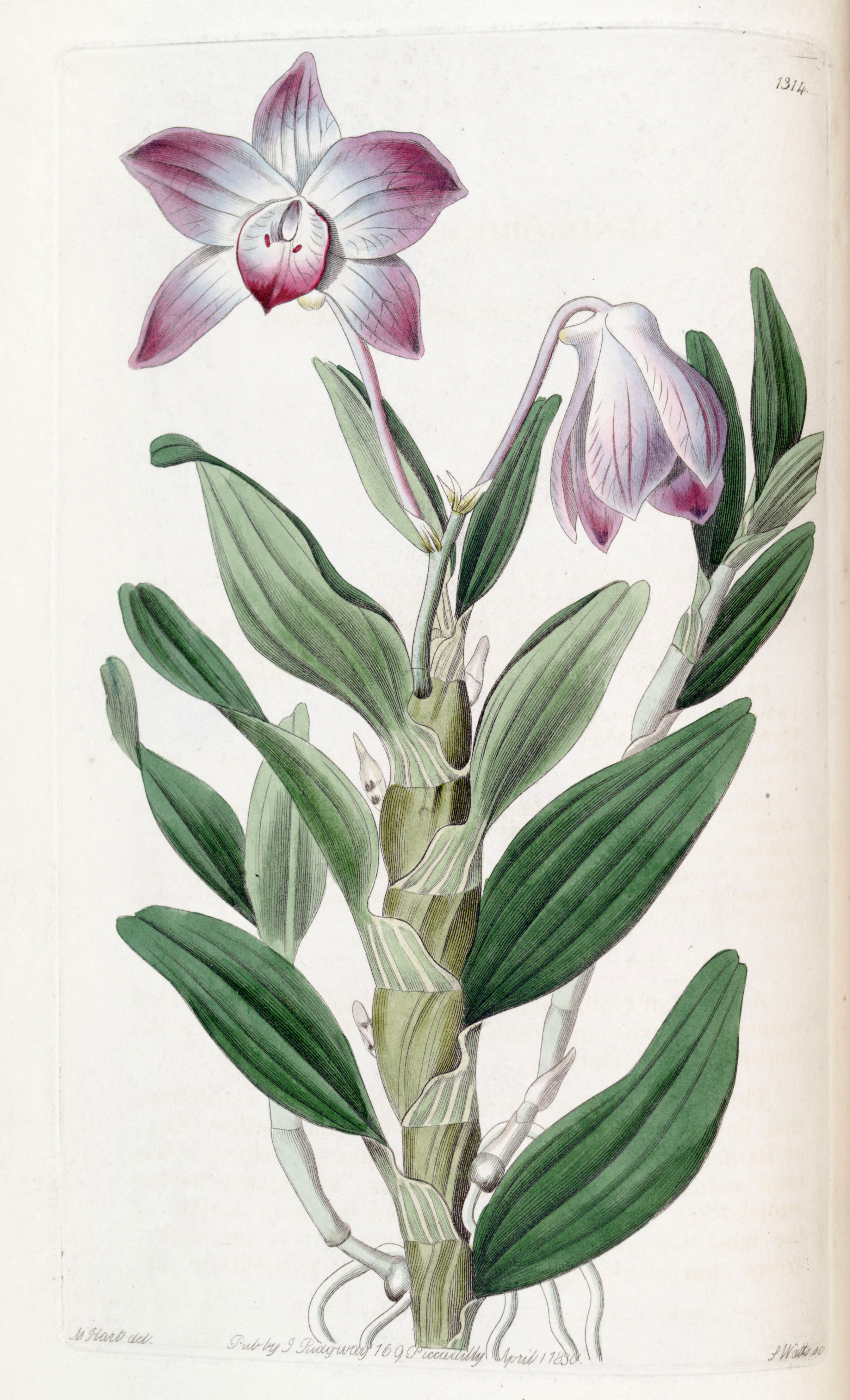
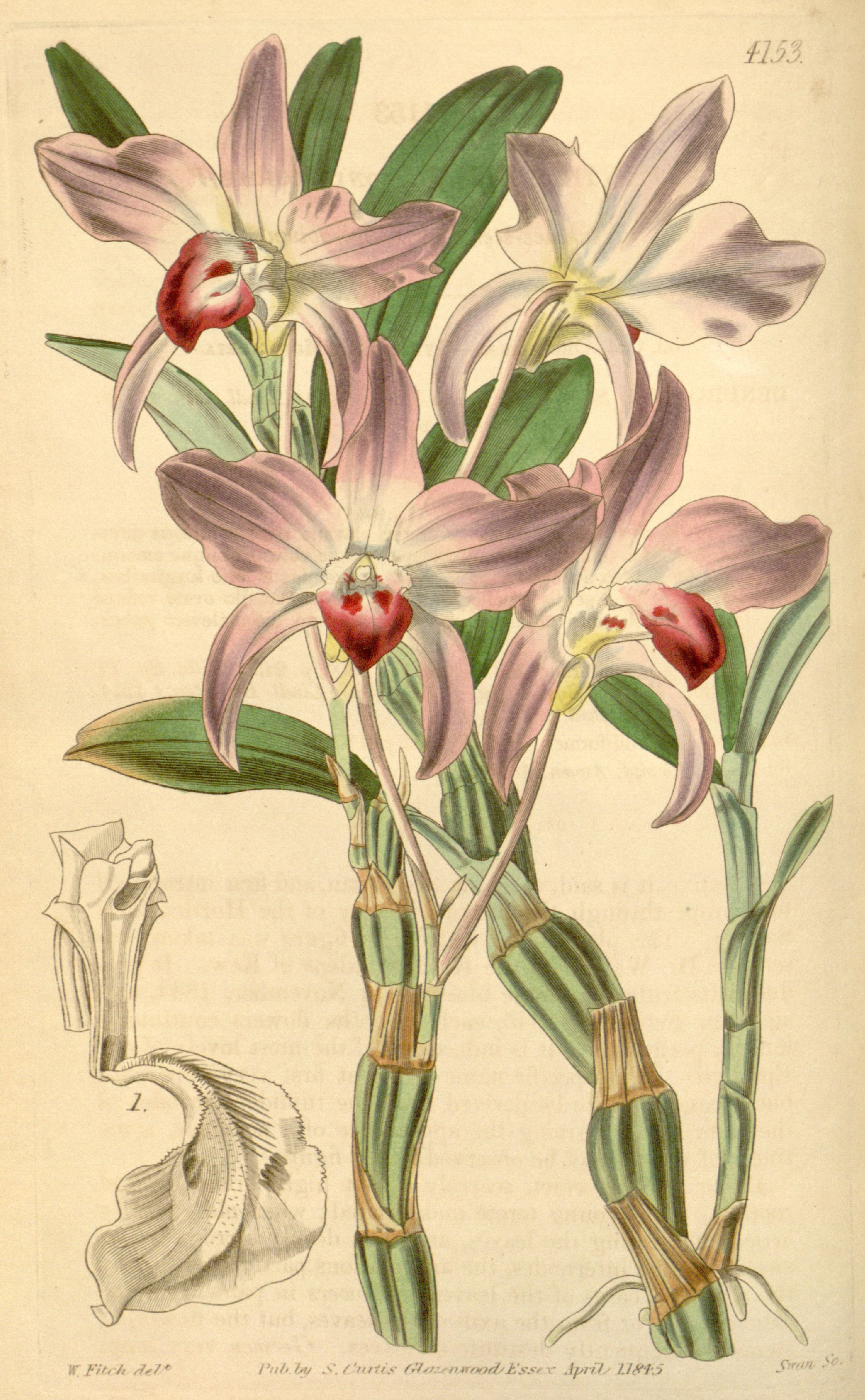
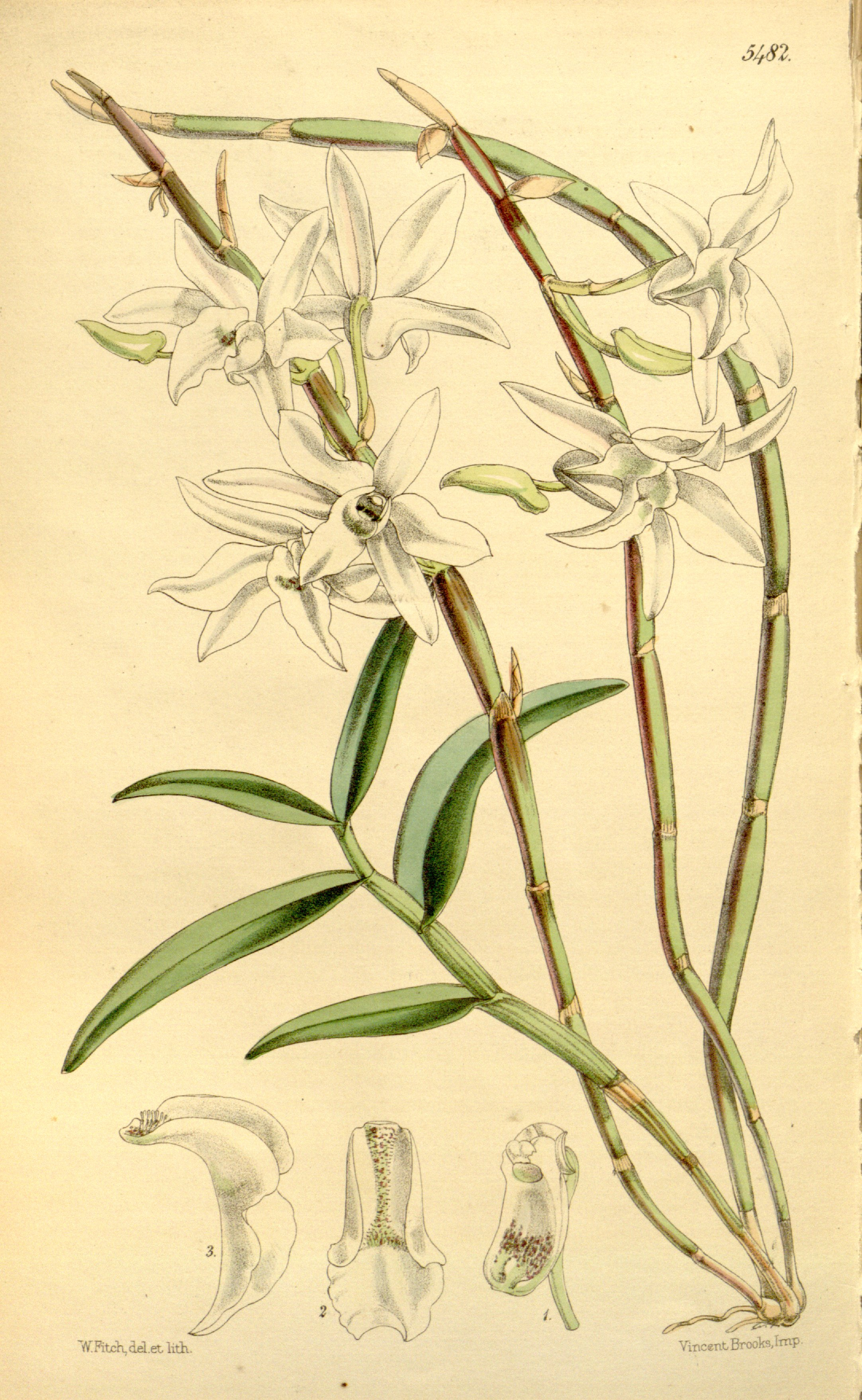